# Симчо Исаков
Симчо Исаков е български поет от еврейски произход. Автор е на поезия, проза, фейлетони и на романа в стихове „Алфред Сасон“, написан когато Исаков е на 22 години.

## Биография
Роден е на 12 август 1919 година в Кюстендил, четвъртото дете в семейството на дребния търговец Исак, собственик на „Магазин Париж“. Средата, в която расте, е свързана с мечтата за завръщането на еврейския народ в прародината му и за създаването на съвременна еврейска държава. Еврейският обществен живот в града кипи в организация „Макаби“ и еврейското читалище „Добро бъдеще“.
Първите поетични опити на Симчо започват още в детските му години. На 15 години започва да си води дневник, в който описва ежедневните си преживявания и разсъждения за живота. През 1936 година в дневника отбелязва, че трябва да започне да учи иврит. През 1938 година решава да прави училищен вестник за еврейските деца, но директорът на гимназията не подкрепя идеята му. Вместо това получава съдействие от „Макаби“ за издаване на отделната книжка „Бягство“ за две еврейски деца. През същата година в Кюстендил се сформира еврейско нелегално ядро в отговор на засилилите се антисемитски настроения. Исаков е известен като „водача на еврейчетата“. Една нощ е причакан и намушкан с нож.
След завършването на Кюстендилската гимназия с отличие, по настояване на семейството му записва да учи право в Софийския университет. За да се издържа, работи в магазин за шлифери на ул. „Алабин“. След приемането на Закона за защита на нацията, Исаков е изселен от София обратно в Кюстендил, където започва работа като учител по иврит в еврейското училище.
През 1943 година Исаков редовно печата фейлетони в единствения вестник на българското еврейство „Бюлетина на Консисторията“. Междувременно обаче три поредни години заедно с други евреи е в трудов лагер, където чука камъни за строеж на пътища и мостове. През една мартенска вечер на 1943 година става свидетел на депортацията на евреи от Беломорска Тракия с теснолинейката през Кресненското дефиле.
Дни след 9 септември 1944 година, на рецитал в препълнения салон на кюстендилското читалище, бъдещият режисьор на Народния театър Сашо Стоянов рецитира написаната от Симчо Исаков поема „Огнени години“. За партизанската му поема „Дядото с луличката“ получава ласкави отзиви от известния литературен критик Яко Молхов.
През 1945 година, след годините, прекарани в трудовия лагер, здравето на Исаков отслабва, появяват се сърдечни проблеми. По това време той изпраща на свой приятел в Ерец Израел написани на иврит стихове, и прави планове да замине.
На 22 януари 1949 година Симчо Исаков умира. Според литературния критик Мордехай-Марко Авишай, Исаков заслужава прозвището „поет на българското еврейство“. След смъртта си оставя наследство от стотици стихове и един роман в стихове – „Алфред Сасон“.
През 1953 година под редакцията на Божидар Божилов излиза една стихосбирка на Симчо Исаков. През 1960 година в Израел е издаден един том преведени събрани съчинения, а през 1980 година – и романът в стихове. През 2007 година под съставителството на Виктория Атанасова излиза сборникът „Избрано“, включващ поезията, прозата и романа в стихове на Исаков.